# Pokój syna
Pokój syna (wł. La stanza del figlio) – włoski film z 2001 roku w reżyserii Nanniego Morettiego, który był też współscenarzystą i wystąpił w jednej z głównych ról. Film został nagrodzony m.in. Złotą Palmą na festiwalu w Cannes oraz trzema nagrodami David di Donatello, w tym dla najlepszego filmu. 

## Opis fabuły
Andrea jest synem terapeuty Giovanniego i jego żony Paoli. Gdy jako siedemnastolatek ginie w wypadku podczas nurkowania, jego śmierć zmienia absolutnie wszystko w życiu jego rodziców. Jednym z ich sposobów przepracowywania straty jest nawiązanie kontaktu z dziewczyną, która, najwyraźniej nie wiedząc o śmierci Andrei, przysłała mu list miłosny. 

## Obsada
- Nanni Moretti jako Giovanni
- Laura Morante jako Paola
- Jasmine Trinca jako Irene
- Giuseppe Sanfelice jako Andrea
- Sofia Vigliar jako Arianna
- Renato Scarpa jako dyrektor szkoły
- Roberto Nobile jako ksiądz
- Silvio Orlando jako Oscar, pacjent Giovanniego

## Okoliczności powstania
Nanni Moretti planował napisać postać psychoterapeuty i samemu ją zagrać już na kilka lat przed powstaniem filmu. Szczególnie interesowało go poszukanie odpowiedzi na pytanie, co stanie się z osobą, która codziennie zawodowo styka się z cierpieniem innych ludzi, gdy będzie musiała przyjąć własny, ogromny ból. Na pomysł co do tego, aby jego bohater musiał zmierzyć się ze stratą dziecka, wpadł, gdy sam znalazł się w odwrotnej sytuacji - wkrótce po tym, jak jego żona zaszła w ciążę. 

## Najważniejsze nagrody i nominacje
- Złota Palma w Cannes[1]
- nominacja do Cezara dla najlepszego filmu zagranicznego[1]
- nagrody David di Donatello w kategoriach: najlepszy film, najlepsza aktorka pierwszoplanowa (Laura Morante), najlepsza muzyka; nominacje w kategoriach: najlepszy aktor pierwszoplanowy (Nanni Moretti), najlepsza aktorka drugoplanowa (Jasmine Trinca), najlepszy aktor drugoplanowy (Silvio Orlando), najlepsza reżyseria, najlepszy scenariusz, najlepszy producent, najlepsza scenografia, najlepszy montaż, najlepszy dźwięk[1]
- nominacje do Europejskiej Nagrody Filmowej w kategoriach najlepszy europejski film i najlepsza europejska aktorka (Laura Morante)[1]